# Ataxia
Ataxia est un groupe de rock indépendant américain. Il est formé en 2004 par le guitariste des Red Hot Chili Peppers John Frusciante.

## Biographie
Le groupe est composé de trois membres, John Frusciante à la guitare, Joe Lally (du groupe Fugazi) à la basse et Josh Klinghoffer à la batterie. Pendant deux semaines, les trois musiciens vont écrire, composer et enregistrer plusieurs morceaux. Au bout du compte, leur travail est séparé pour deux albums, l'un sorti en 2004 et intitulé Automatic Writing et l'autre en 2007, AW II. 
En mars 2008, Lally décrit le procédé d'écriture du groupe : « les morceaux sont initiés par moi en une ligne de basse. Pendant la création de la ligne de basse, Josh joue et John commence à faire quelque chose - avec en quelques minutes, un beat, et je continue. On ne cherche pas à en faire une 'finition', un enregistrement, mais ça mène plutôt à ça. L'objectif c'est de voir en combien de temps on peut conclure en musique - je crois que c'est un exercice intéressant [pour Frusciante et Klinghoffer]. [...]. »
Dans le premier album, John Frusciante chante sur plusieurs morceaux (Dust, The Sides, Addition), Josh Klinghoffer sur un seul (Another), tout comme Joe Lally (Montreal). Après avoir donné deux concerts, en février 2004, le groupe se sépare. John Frusciante continue de jouer avec les Red Hot Chili Peppers jusqu'à son départ du groupe en 2008, et sera d'ailleurs remplacé par Josh Klinghoffer en décembre 2009.

## Membres
- John Frusciante - guitare, chant
- Joe Lally - basse, chant
- Josh Klinghoffer - batterie, chant

## Discographie
- 2004 : Automatic Writing
- 2007 : AW II